# (2555) Thomas
(2555) Thomas (1980 OC) – planetoida z pasa głównego asteroid okrążająca Słońce w ciągu 4,86 lat w średniej odległości 2,87 j.a. Odkryta 17 lipca 1980 roku.